# Si-ti
Si-ti je vesnice v čínské provincii An-chuej, která byla postavena za čínské dynastie Sung (960–1279). Do dnešních dnů se dochovala v relativně zachovalém stavu a obsahuje řadu památek, které jsou hojně vyhledávány turisty.
Pro svou historickou hodnotu byla společně s obcí Chung-cchun přiřazena ke světovému dědictví UNESCO.
V současnosti je v Si-ti dochováno více než 120 historických usedlostí převážně z období dynastií Ming (1368–1644) a Čching (1644–1911). Dřevěné nebo cihlové domy jsou doplněny ozdobnými plastikami ve dřevě i v kameni nebo ornamenty skládanými z tvarovaných cihel. Zadní část usedlostí tvoří klidné zahrady. Úzké městské uličky jsou dlážděné kamenem.
Pozoruhodné jsou také kamenné pamětní brány. Nejznámější je bohatě zdobená Chu-Wen-kuangova brána, která dosahuje výšky 13 m a šířky zhruba 10 m.

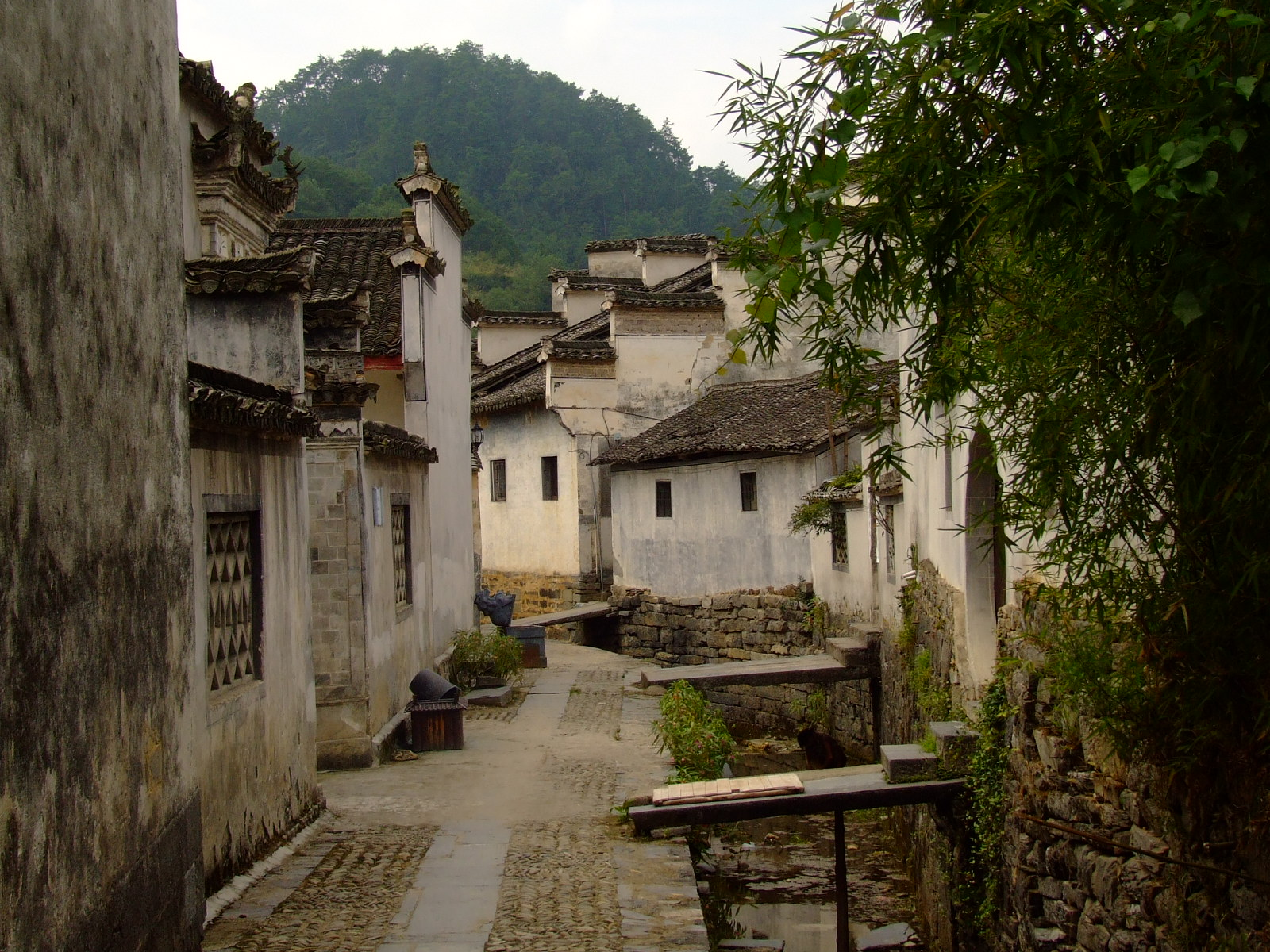
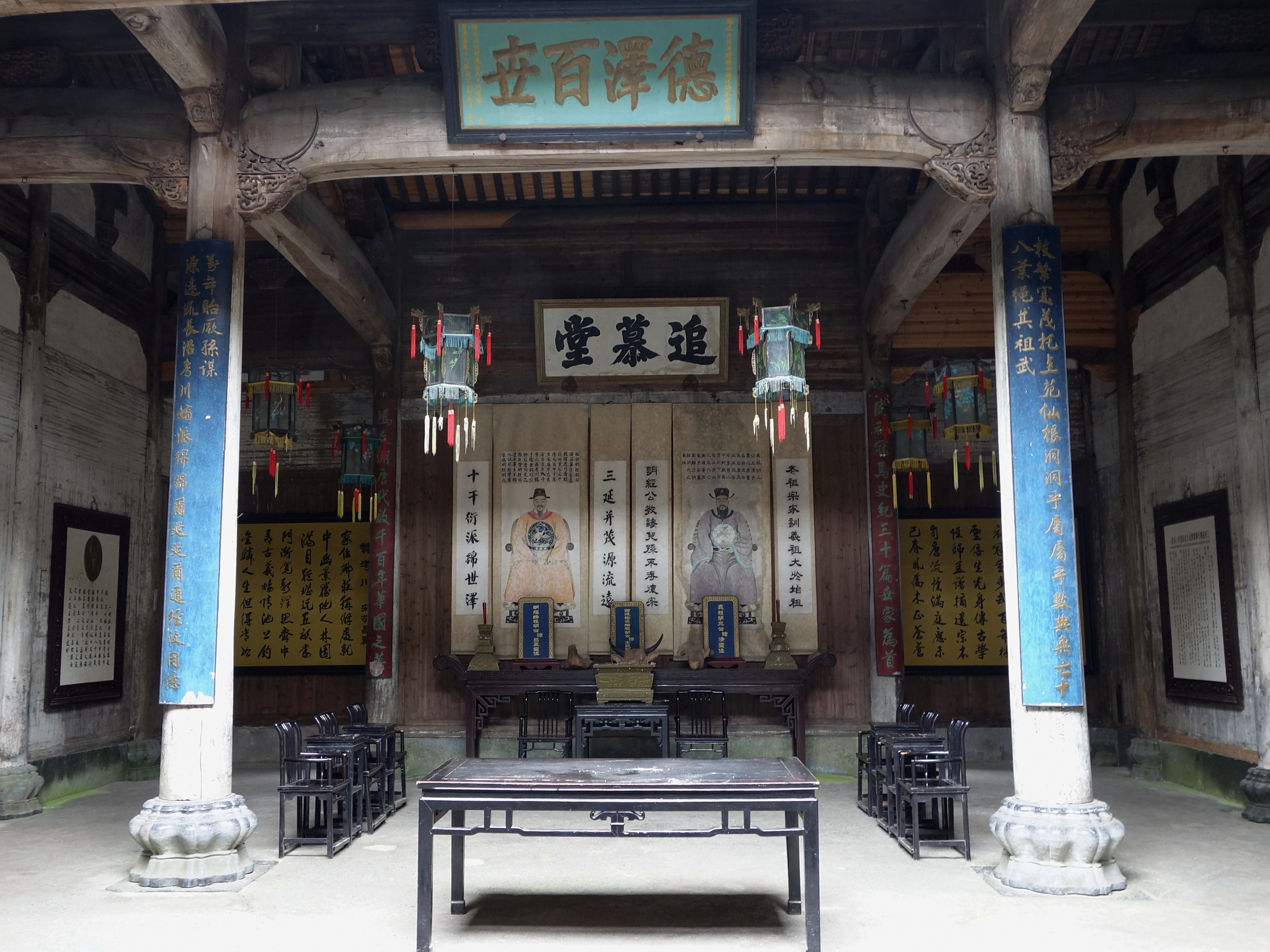
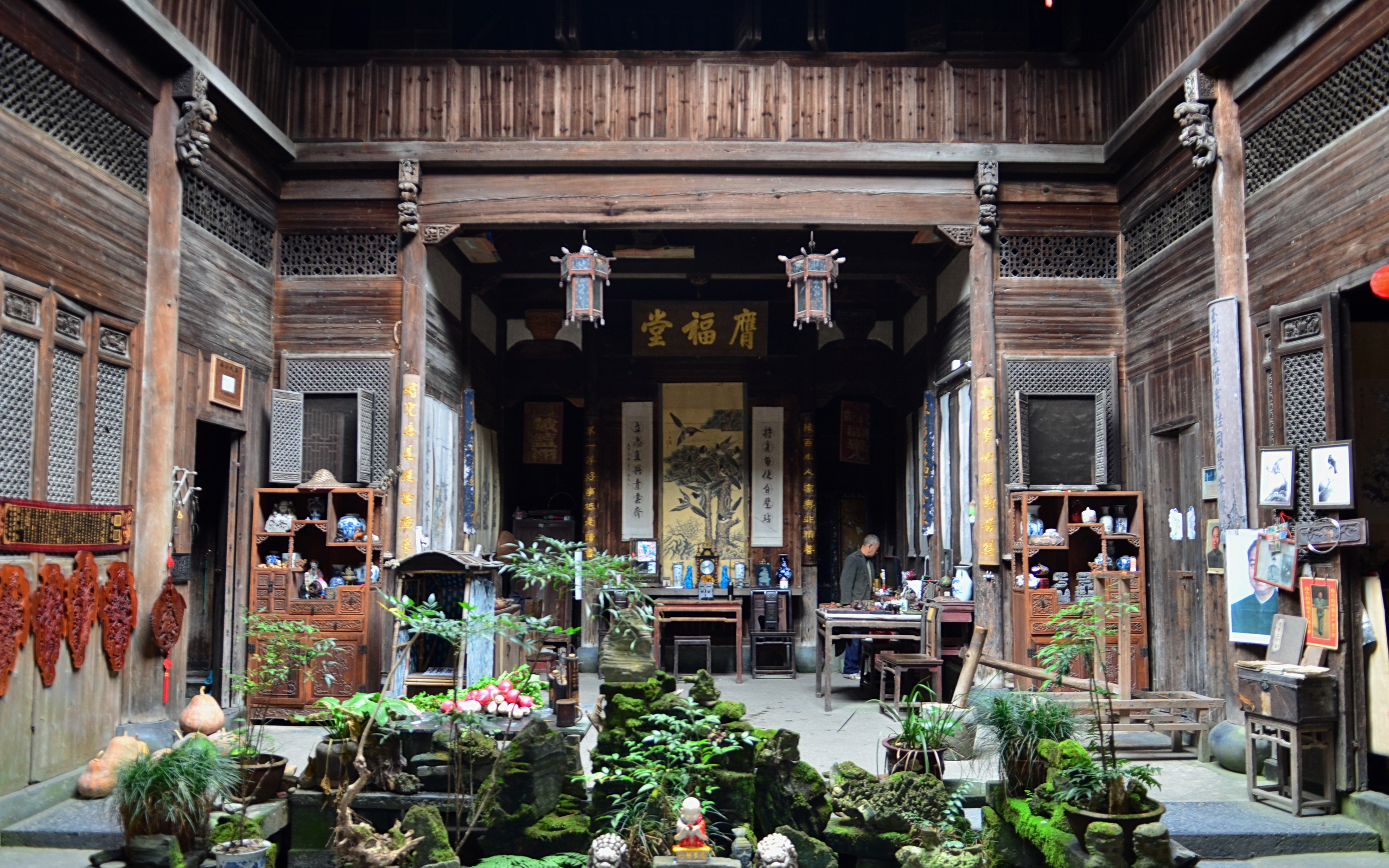
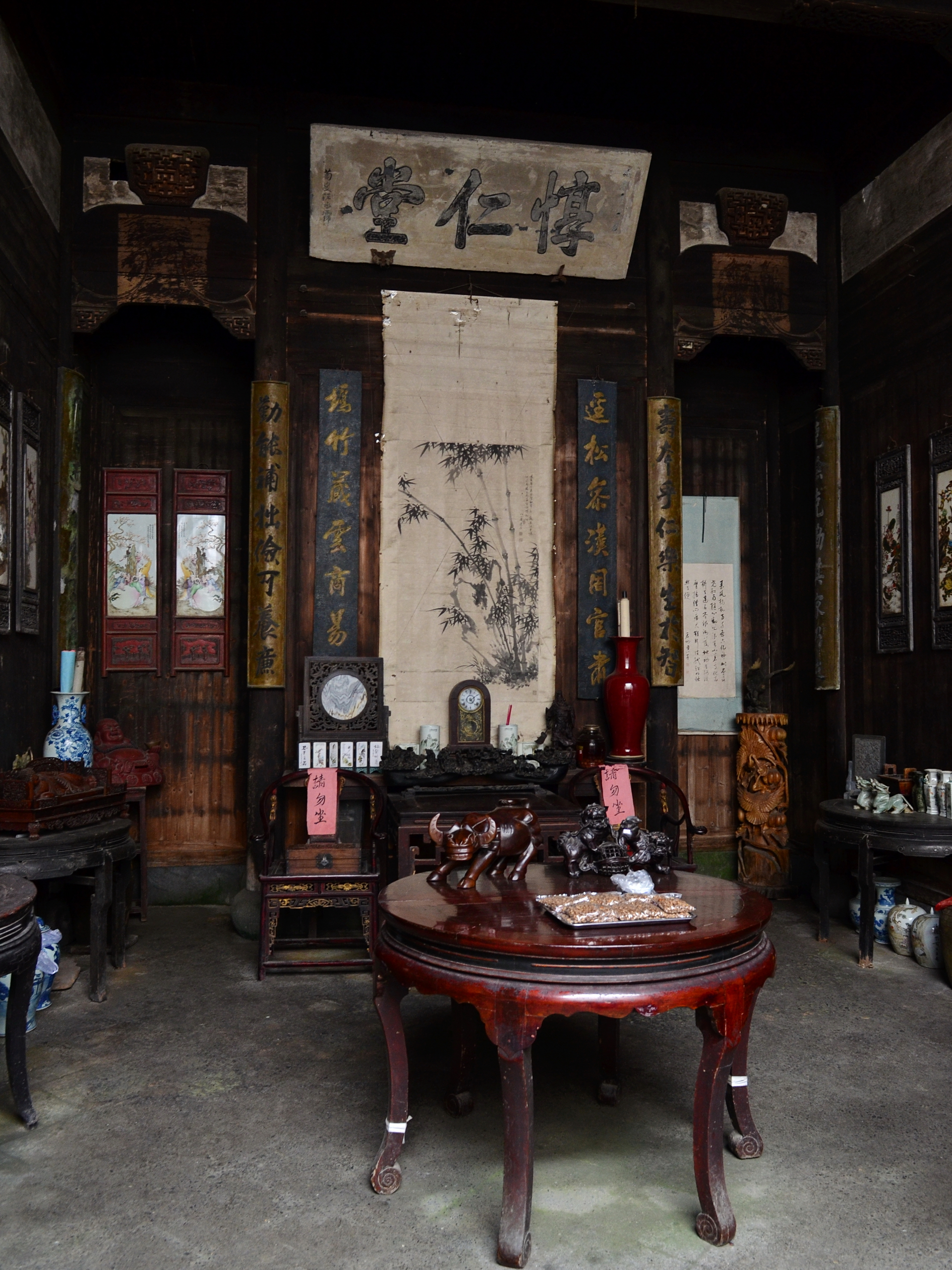